# Boronia xanthastrum
Boronia xanthastrum är en vinruteväxtart som beskrevs av M. F. Duretto. Boronia xanthastrum ingår i släktet Boronia och familjen vinruteväxter. Inga underarter finns listade i Catalogue of Life.